# Eilt-Jürgen Entjer
Eilt-Jürgen Entjer (* 2. Dezember 1939 in Wittmund; † 8. Dezember 2020 in Westerrönfeld), Sohn eines Tierarztes, war ein deutscher Apotheker und Regattasegler.

## Seglerische Laufbahn

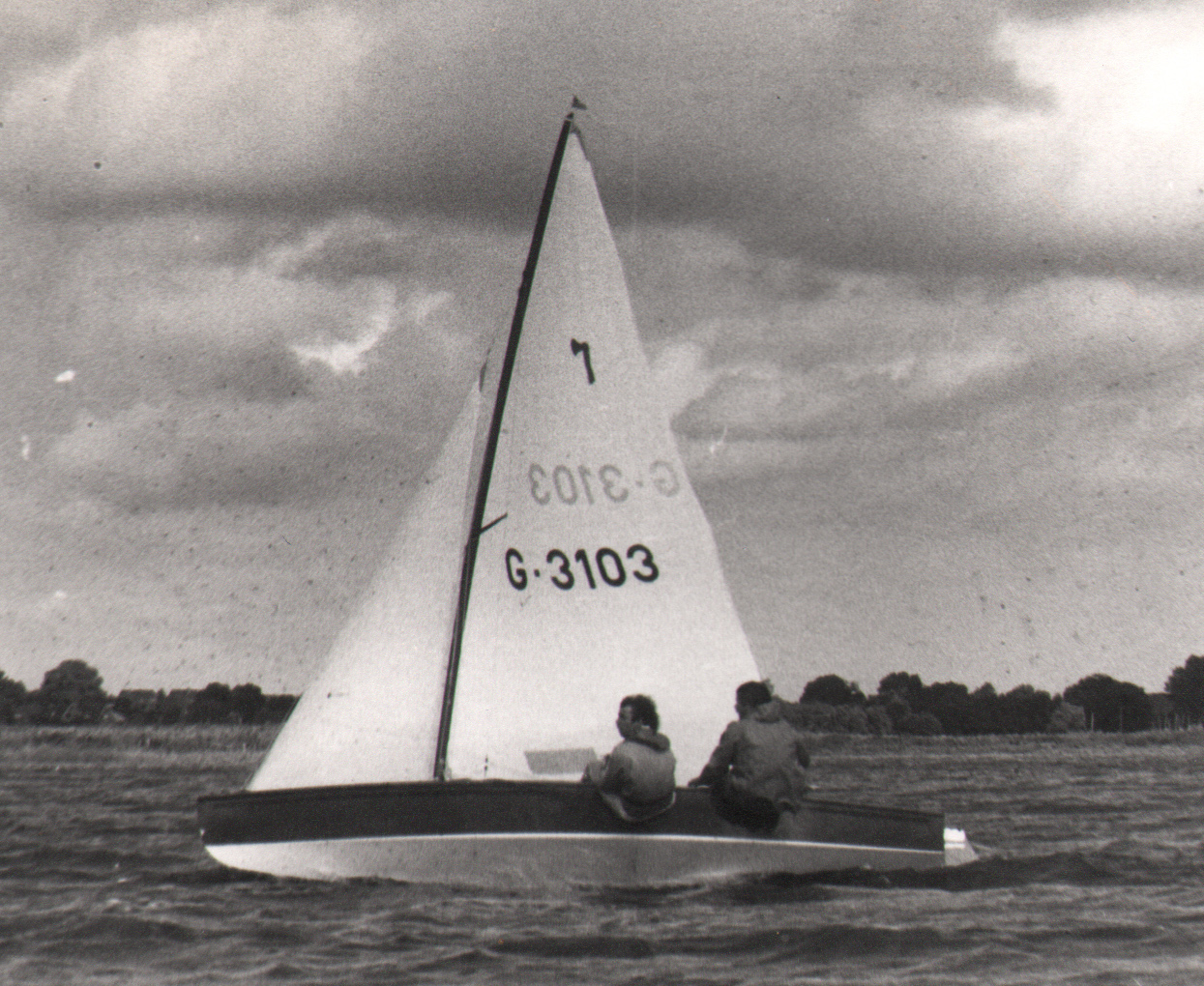
Pirat G–3103 mit Eilt-Jürgen Entjer und Norbert Hingst

Entjer startete seine seglerische Laufbahn 1971 in der Bootsklasse Pirat. In all den Jahren startete er für mehrere Vereine, unter anderem für den Segelclub Preetz (SCP), den Wassersport-Club am Wittensee (WSCW – 1972–1978) und den Zwischenahner Segelklub (ZSK – ab 1979). Seine Erfolge erzielte er mit wechselnden Vorschotern.
Die Bootsklasse hat er während seine Laufbahn nie gewechselt. Während seiner Zeit beim WSCW war sein Vorschoter Norbert Hingst (WSCW), anschließend fuhr er zeitweise mit Martin Hartleb aus Hamburg.
Bei der Europameisterschaft der Piraten auf dem Neusiedler See 1981 belegte er den 6. Platz.
1977 und 1980 wurde er Landesmeister von Schleswig-Holstein.

## Ehrenamt
Von 1975 bis 1978 war Entjer 2. Vorsitzender des Wassersport-Club am Wittensee.